# Leptura petrorum
Leptura petrorum är en skalbaggsart som beskrevs av Henry Frederick Wickham 1912. Leptura petrorum ingår i släktet Leptura och familjen långhorningar. Inga underarter finns listade i Catalogue of Life.